# Zakhid
 (novembre 2015).
Si vous disposez d'ouvrages ou d'articles de référence ou si vous connaissez des sites web de qualité traitant du thème abordé ici, merci de compléter l'article en donnant les références utiles à sa vérifiabilité et en les liant à la section « Notes et références ».
Zakhid (en ukrainien : Захід) est un festival international annuel de musique et d'art qui se tient près de Lviv au milieu du mois d'août. Zakhid a été fondée en 2009 en tant que festival du rock ukrainien et de musique ethno. Par après, son accès s'est élargi par la venue de différents artistes étrangers (parmi eux des groupes tels que Clawfinger, Caliban, Ektomorf, Anti-Flag, Liapis Troubetskoï ou encore Zdob și Zdub).